# عروسک گلین‌بالا
عروسک گلین‌بالا عروسکی نمادین با قدمت بیش از صد سال از صنایع دستی عشایر دشت مغان در شمال استان اردبیل می باشد که در فهرست میراث ناملموس کشور به ثبت رسیده است. گلین‌بالا عروسک کوچکی است که با پارچه و چوب به شکل زنی با پیراهن بلند، چشم و ابروی مشکی و با روسری که به سبک زنان عشایر منطقه مغان گره می‌خورد ساخته می‌شود.لباس این عروسک از چند بخش  پیراهن(کوینگ)، تنبان یا دامن شلیته‌ای(تومان)، روسری(یایلیق)، چارقد روی یایلیق(آلین یایلیقی)،عرقچین(آرخچن) و جلیقه بی‌آستین(جلقا) تشکیل است.

## منبع
عروسک اردبیلی «گلین بالا» احیا شد؛ استقبال کودکان از اسباب بازی بومی
- عروسک بومی «گلین بالا» اردبیل احیا شد

1. ↑  «عروسک گلین بالا در فرست میراث ناملموس از استان اردبیل ثبت ملی شد». پایگاه خبری ایرنا|. دریافت‌شده در ۲۰۲۱-۱۱-۱۹.
2. ↑  «عروسک اردبیلی «گلین بالا» احیا شد؛ استقبال کودکان از اسباب بازی بومی». پایگاه خبری اداره کل میراث فرهنگی استان اردبیل|. بایگانی‌شده از اصلی در ۱۹ نوامبر ۲۰۲۱. دریافت‌شده در ۲۰۲۱-۱۱-۱۹.